# مافوق‌گرایی

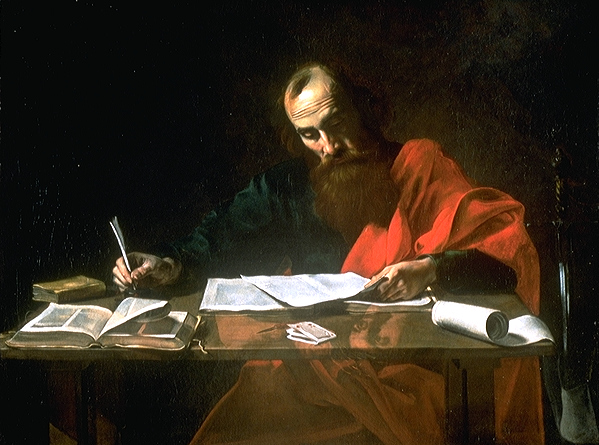
پولس رسول اغلب توسط کسانی استناد می‌شود که معتقدند قانون یهودی، هلاخا دیگر معتبر نیست.

مافوق‌گرایی یا سوپراسیونیسم (انگلیسی: Supersessionism) یک الهیات مسیحی است که اعتقاد الهیات را توصیف می‌کند که کلیسای مسیحی جانشین یهودیان و ملت اسرائیل شده‌است و نقش آنها را به عنوان قوم عهد خدا (یهودیان به‌عنوان قوم برگزیده) بر عهده گرفته‌است، بنابراین اظهار می‌کند که عهد جدید از طریق عیسی از دیدگاه مسیحیان جایگزین عهد منحصر به یهودیان شده‌است. الهیات مافوق‌گرایی همچنین معتقد است که کلیسای جهانی مسیحی جانشین پادشاهی اسرائیل (پادشاهی متحد) به عنوان اسرائیل واقعی خدا شده‌است و مسیحیان جانشین اسرائیلیان باستان یا بنی‌اسرائیل به عنوان قوم خدا شده‌اند.